# Esgrima als Jocs Olímpics d'estiu de 1908 - sabre per equips masculí
La competició de sabre per equips masculí va ser una de les quatre proves del programa d'esgrima que es van disputar als Jocs Olímpics de Londres de 1908. La prova es va disputar entre el 21 i el 24 de juliol de 1908, amb la participació de 35 tiradors procedents de 8 nacions diferents.
L'equip hongarès, que havia guanyat or i plata en la competició individual, fou el vencedor, seguit per l'equip italià i de Bohèmia.

## Medallistes
| Or                                                        | Plata                                                                                                | Bronze                                                                                            |
| Hongria Jenö Fuchs Oszkar Gerde Péter Tóth, Lajos Werkner | Itàlia Marcello Bertinetti Riccardo Nowak Abelardo Olivier Alessandro Pirzio-Biroli Sante Ceccherini | Bohèmia Vlastimil Lada-Sázavský Vilém Goppold von Lobsdorf Bedrich Schejbal Jaroslav Šourek-Tucek |

## Resultats

### Primera ronda
Els vencedors passen a una següent ronda, els perdedors queden eliminats. L'equip que perdi contra el futur campió passa a una repesca.
| Vencedors | Vencedors                                                                        | Vencedors        | Perdedors        | Perdedors                                                             | Perdedors     |
| País      | Tiradors                                                                         | Tocats en contra | Tocats en contra | Tiradors                                                              | País          |
| --------- | -------------------------------------------------------------------------------- | ---------------- | ---------------- | --------------------------------------------------------------------- | ------------- |
| Itàlia    | Marcello Bertinetti Sante Ceccherini Abelardo Olivier Alessandro Pirzio-Biroli   | 5                | 11               | H. Evan James William Marsh Arthur Murray Charles Wilson              | Regne Unit    |
| França    | Georges de la Falaise Bertrand Marie de Lesseps Marc Perrodon Jean-Joseph Renaud | 6                | 10               | André du Bosch Etienne Grade Antoine van Tomme Joseph van der Voodt   | Bèlgica       |
| Bohèmia   | Otakar Lada Vlastimil Lada-Sázavský Vilém Goppold von Lobsdorf Bedřich Schejbal  | 8                | 9                | Jetze Doorman Adrianus de Jong Jacob van Löben Sels George van Rossem | Països Baixos |
| Hongria   | Jenő Fuchs Oszkár Gerde Péter Tóth Lajos Werkner                                 | 0                | 9                | Jakob Erkrath de Bary Fritz Jack Robert Krünert August Petri          | Alemanya      |

### Semifinals
Els vencedors passen a la final, mentre el perdedor contra el futur campió passa a una repesca.
| Vencedors | Vencedors                                                                       | Vencedors        | Perdedors        | Perdedors                                                                        | Perdedors |
| País      | Tiradors                                                                        | Tocats en contra | Tocats en contra | Tiradors                                                                         | País      |
| --------- | ------------------------------------------------------------------------------- | ---------------- | ---------------- | -------------------------------------------------------------------------------- | --------- |
| Bohèmia   | Otakar Lada Vlastimil Lada-Sázavský Vilém Goppold von Lobsdorf Bedřich Schejbal | 7                | 9                | Georges de la Falaise Bertrand Marie de Lesseps Marc Perrodon Jean-Joseph Renaud | França    |
| Hongria   | Dezső Földes Jenő Fuchs Oszkár Gerde Péter Tóth                                 | 5                | 11               | Marcelo Bertinetti Sante Ceccherini Abelardo Olivier Alessandro Pirzio-Biroli    | Itàlia    |

### Final
El vencedor guanya la medalla d'or, mentre el perdedor s'enfrontarà al guanyador de la repesca per la medalla de plata.
| Vencedors | Vencedors                                        | Vencedors        | Perdedors        | Perdedors                                                                                 | Perdedors |
| País      | Tiradors                                         | Tocats en contra | Tocats en contra | Tiradors                                                                                  | País      |
| --------- | ------------------------------------------------ | ---------------- | ---------------- | ----------------------------------------------------------------------------------------- | --------- |
| Hongria   | Jenő Fuchs Oszkár Gerde Péter Tóth Lajos Werkner | 7                | 9                | Vlastimil Lada-Sázavský Vilém Goppold von Lobsdorf Bedřich Schejbal Jaroslav Šourek-Tucek | Bohèmia   |

#### Repesca
Alemanya i Itàlia havien perdut contra Hongria, el vencedor final, en els enfrontaments previs. Els dos equips s'enfronten entre ells i el vencedor passar a lluitar per la medalla de plata contra el perdedor de la final.
| Vencedors | Vencedors                                                                   | Vencedors        | Perdedors        | Perdedors                                                    | Perdedors |
| País      | Tiradors                                                                    | Tocats en contra | Tocats en contra | Tiradors                                                     | País      |
| --------- | --------------------------------------------------------------------------- | ---------------- | ---------------- | ------------------------------------------------------------ | --------- |
| Itàlia    | Marcelo Bertinetti Riccardo Nowak Abelardo Olivier Alessandro Pirzio-Biroli | 4                | 10               | Jakob Erkrath de Bary Fritz Jack Robert Krünert August Petri | Alemanya  |

#### Enfrontament per la plata
l vencedor guanya la medalla de plata i el perdedor la de bronze. L'equip de Bohèmia refusa disputar l'enfrontament, ja que considera que en haver perdut la final li pertoca la medalla de plata. El comitè organitzador va entregar la medalla de plata a Itàlia i la de bronze a Bohèmia.
| Vencedors | Vencedors                               | Vencedors                               | Perdedors                               | Perdedors                               | Perdedors |
| País      | Tiradors                                | Tocats en contra                        | Tocats en contra                        | Tiradors                                | País      |
| --------- | --------------------------------------- | --------------------------------------- | --------------------------------------- | --------------------------------------- | --------- |
| Itàlia    | No hi ha combat; Bohèmia no es presenta | No hi ha combat; Bohèmia no es presenta | No hi ha combat; Bohèmia no es presenta | No hi ha combat; Bohèmia no es presenta | Bohèmia   |